# Бостон, Алия
Алия Бостон (англ. Aliyah Boston; род. 11 декабря 2001, Сент-Томас, Виргинские острова) — американская баскетболистка, играющая на позициях форварда и центровой. Чемпионка Америки (2021) и многократная чемпионка мира и Америки среди девушек в составе сборной США. Чемпионка NCAA (2022) в составе команды Южно-Каролинского университета, обладательница большинства основных наград в женском студенческом баскетболе США в сезоне 2021/2022. Выбрана под общим 1-м номером в драфте ВНБА 2023 года клубом «Индиана Фивер», по итогам сезона 2023 года признана новичком года в ВНБА.

## Детство и студенческая карьера
Родилась и выросла на острове Сент-Томас (Виргинские острова) в семье Эла (Алджернона) и Клеон Томас, где до этого уже родилась одна дочь — Алексис. С 12 лет жила с тётей в Массачусетсе, где в старших классах играла за команду Вустерской академии. Трижды подряд в 2017—2019 годах признавалась лучшей баскетболисткой штата среди школьниц, в 2018 и 2019 годах дважды выигрывала со школьной сборной чемпионат Новой Англии, в том числе с балансом побед и поражений 24-1 в 2018—2019 учебном году. Включалась в символические вторые сборные США, в 2019 году участвовала в показательной игре лучших школьниц McDonald’s All-American.
В вузовском драфте 2019 года Бостон занимала третье место среди самых перспективных выпускниц и первое — на позиции центровой. Для продолжения образования выбрала Южно-Каролинский университет, где её основной специальностью стали средства массовой информации. 9 ноября 2019 года, в своей дебютной игре в составе сборной университета, сделала трипл-дабл. Это был первый трипл-дабл первокурсницы в истории Южно-Каролинского университета, и первый трипл-дабл в дебютной игре в истории NCAA. За четыре года в Южно-Каролинском университете четырежды избиралась в символическую студенческую сборную США по версии Ассошиэйтед Пресс, в том числе трижды — в её первый состав. Стала пятым игроком в истории женского студенческого баскетбола США, четырежды попавшим в сборную Ассошиэйтед Пресс. Трижды выиграла с командой университета звание чемпионок Юго-Восточной конференции NCAA, также трижды дошла с ней до Финала четырёх национального чемпионата NCAA. В 2022 году «Геймкокс» завоевали звание чемпионок NCAA, а Бостон была удостоена большинства основных индивидуальных наград женского студенческого баскетбола США: званий игрока года от Ассошиэйтед Пресс, от ассоциации баскетбольных журналистов и от ассоциации женских баскетбольных тренеров, приза Нейсмита и приза имени Джона Вудена. Она также была названа Нейсмитовским игроком обороны года и самым выдающимся игроком национального турнира NCAA, а позже стала обладательницей Кубка Хонды-Бродерика — награды лучшей студентке-спортсменке года вне зависимости от вида спорта. Спустя год Бостон была вторично названа Нейсмитовским игроком обороны в NCAA, став первой двукратной обладательницей этой награды в истории. Завершила студенческую баскетбольную карьеру с балансом побед и поражений 129-9, установила 14 рекордов своего вуза по показателям карьеры, столько же — по показателям сезона и 5 — по показателям за одну игру. Журналисты отмечали, что показатели Бостон в её последний год учёбы могли быть выше, если бы не повышенное внимание, которое уделяли центровой «Геймкокс» команды соперниц, игроки которых часто опекали её под кольцом вдвоём и даже втроём.

## Профессиональная карьера
На драфте ВНБА 2023 года выбрана под общим первым номером клубом «Индиана Фивер». В свой первый сезон показала самый высокий процент попаданий с игры среди всех игроков лиги (57,8 %); это был первый случай в истории ВНБА, когда лигу по этому показателю возглавила баскетболистка на первом году карьеры. В среднем за матч набирала по 14,5 очка, 8,4 подбора, 2,2 результативных передачи, 1,3 блок-шота и 1,3 перехвата. Участвовала в матче всех звёзд ВНБА, став первым новичком в стартовом составе своей команды в этих матчах с 2014 года и шестым — за всю историю лиги. По итогам сезона была единогласно признана новичком года ВНБА.
По ходу сезона 2025 установила новый рекорд клуба, в шести матчах подряд зафиксировав дабл-дабл.

## Сборная США
В 2016 году впервые включена в состав сборной США среди девушек (до 16 лет) и на следующий год стала с этой командой чемпионат Америки. Выходила в стартовом составе во всех пяти играх, возглавляла команду по набранным очкам за игру (11,8) и по подборам (8,6). Выиграв все матчи, стала со сборной чемпионкой Америки в возрасте до 16 лет, была признана самым ценным игроком турнира. На следующий год была включена в состав сборной США по баскетболу 3×3 на юношеских Олимпийских играх в Буэнос-Айресе и в состав сборной США среди девушек до 17 лет на чемпионате мира в Минске. Выиграла с американскими командами оба турнира, в обоих случаях была лидером команды по набранным очкам (соответственно 6,4 и 11,3) и подборам (8,0 и 7,1). Включена в символическую сборную чемпионата мира. В 2019 году выиграла со сборной США чемпионат мира среди девушек до 19 лет.
В 2021 году включена в состав взрослой сборной США на чемпионате Америки в Пуэрто-Рико. В пяти из шести игр команды выходила на площадку в стартовом составе, набирала за матч в среднем по 12,5 очка и 9,3 подбора и завоевала со сборной чемпионское звание, одержав победы во всех шести играх. В 2024 году участвовала со сборной в квалификационном турнире Олимпийских игр в Антверпене. Участвовала в двух играх, в среднем набрала по 5 очков, 5,5 подбора и 1 блок-шоту за матч.

## Игровая статистика

### Сборная США
| ЧА 2021                                                                                 | 6 | 20,5 | 29/54 | 53,7 | 28/50 | 56,0 | 1/4 | 25,0 | 16/19 | 84,2 | 3,8 | 5,5 | 9,3 | 1,8 | 1,2 | 0,8 | 1,8 | 1,3 | 75 | 12,5 |
| Наведите курсор мыши на аббревиатуры в заголовке таблицы, чтобы прочесть их расшифровку |   |      |       |      |       |      |     |      |       |      |     |     |     |     |     |     |     |     |    |      |

### ВНБА
| Сезон | Команда | Регулярный сезон | Регулярный сезон          | Регулярный сезон         | Регулярный сезон         | Регулярный сезон                      | Регулярный сезон                   | Регулярный сезон            | Регулярный сезон           | Регулярный сезон              | Регулярный сезон              | Регулярный сезон         | Серия плей-офф  | Серия плей-офф            | Серия плей-офф           | Серия плей-офф           | Серия плей-офф                        | Серия плей-офф                     | Серия плей-офф              | Серия плей-офф             | Серия плей-офф                | Серия плей-офф                | Серия плей-офф           |
| Сезон | Команда | Сыгранные матчи  | Матчи в стартовой пятёрке | Количество минут за игру | Процент попаданий с игры | Процент попадания трёхочковых бросков | Процент попадания штрафных бросков | Количество подборов за игру | Количество передач за игру | Количество перехватов за игру | Количество блок-шотов за игру | Количество очков за игру | Сыгранные матчи | Матчи в стартовой пятёрке | Количество минут за игру | Процент попаданий с игры | Процент попадания трёхочковых бросков | Процент попадания штрафных бросков | Количество подборов за игру | Количество передач за игру | Количество перехватов за игру | Количество блок-шотов за игру | Количество очков за игру |
| ----- | ------- | ---------------- | ------------------------- | ------------------------ | ------------------------ | ------------------------------------- | ---------------------------------- | --------------------------- | -------------------------- | ----------------------------- | ----------------------------- | ------------------------ | --------------- | ------------------------- | ------------------------ | ------------------------ | ------------------------------------- | ---------------------------------- | --------------------------- | -------------------------- | ----------------------------- | ----------------------------- | ------------------------ |
| 2023  | Индиана | 40               | 40                        | 31,2                     | 57,8                     | 40,9                                  | 74,5                               | 8,4                         | 2,2                        | 1,3                           | 1,3                           | 14,5                     | Не участвовала  | Не участвовала            | Не участвовала           | Не участвовала           | Не участвовала                        | Не участвовала                     | Не участвовала              | Не участвовала             | Не участвовала                | Не участвовала                | Не участвовала           |
| 2024  | Индиана | 40               | 40                        | 30,9                     | 52,9                     | 26,9                                  | 73,6                               | 8,9                         | 3,2                        | 0,9                           | 1,2                           | 14,0                     | 2               | 2                         | 32,5                     | 57,7                     | -                                     | 75,0                               | 15,0                        | 3,0                        | 0,5                           | 2,0                           | 16,5                     |

### Колледж
| Сезон                                                                                   | Команда        | GP  | GS  | MPG  | FG%  | 3P%  | FT%  | RPG  | APG | SPG | BPG | PPG  |  |
| --------------------------------------------------------------------------------------- | -------------- | --- | --- | ---- | ---- | ---- | ---- | ---- | --- | --- | --- | ---- |  |
| 2019/20                                                                                 | Южная Каролина | 33  | 33  | 23,8 | 60,8 | 16,7 | 73,8 | 9,4  | 1,0 | 1,3 | 2,6 | 12,5 |  |
| 2020/21                                                                                 | Южная Каролина | 31  | 31  | 30,4 | 48,5 | 26,5 | 76,4 | 11,5 | 1,6 | 1,2 | 2,6 | 13,7 |  |
| 2021/22                                                                                 | Южная Каролина | 37  | 37  | 28,5 | 54,2 | 29,2 | 77,1 | 12,5 | 2,0 | 1,2 | 2,4 | 16,8 |  |
| 2022/23                                                                                 | Южная Каролина | 37  | 37  | 26,2 | 55,9 | 10,5 | 75,3 | 9,8  | 1,9 | 0,5 | 2,0 | 13,0 |  |
|                                                                                         | Всего          | 138 | 138 | 27,2 | 54,6 | 24,2 | 75,9 | 10,8 | 1,7 | 1,0 | 2,4 | 14,1 |  |
| Наведите курсор мыши на аббревиатуры в заголовке таблицы, чтобы прочесть их расшифровку |                |     |     |      |      |      |      |      |     |     |     |      |  |